# Samir
Samir Lima de Araújo (ur. 25 października 1981) – brazylijski piłkarz występujący na pozycji napastnika.

## Kariera piłkarska
Od 2000 do 2015 roku występował w Bragantino, Vitória, Corinthians Paulista, Guangzhou Rizhiquan, Jiangsu Suning, Figueirense, Beijing Hongdeng, Guarani FC, Rio Preto, Remo, Campinense, Sampaio Corrêa, Avispa Fukuoka, Rio Branco i Caldae Novas.